# 1983 (album)
1983 je první studiové album amerického hudebníka Flying Lotus, které vydalo v říjnu roku 2007 hudební vydavatelství Plug Research. Jde o jeho jediný počin vydaný touto společností; své pozdější nahrávky vydával u vydavatelství Warp Records. Titul alba pochází z roku hudebníkova narození. Na písni „Unexpected Delight“ s ním spolupracovala zpěvačka Laura Darlington.

## Seznam skladeb
| Pořadí | Název                 | Délka |
| ------ | --------------------- | ----- |
| 1.     | 1983                  | 5:10  |
| 2.     | São Paulo             | 2:08  |
| 3.     | Bad Actors            | 1:29  |
| 4.     | Orbit Brazil          | 2:40  |
| 5.     | Shifty                | 1:29  |
| 6.     | Babble                | 0:53  |
| 7.     | Pet Monster Shotglass | 6:40  |
| 8.     | Hello                 | 2:46  |
| 9.     | Untitled #7           | 3:22  |
| 10.    | Unexpected Delight    | 3:23  |
| 11.    | 1983 (bonus / remix)  | 3:55  |